# Paul Hindemith
Paul Hindemith (Hanau am Main, 1895. november 16. – Frankfurt am Main, 1963. december 28.) német zeneszerző, zenetudós és -pedagógus, hegedűs, brácsás, karmester, a 20. századi zene egyik központi alakja.

## Élete, munkássága
Paul Hindemith Rudolf Hindemith festő és Sophie Warnecke házasságából született a Frankfurthoz közeli Hanauban. Családjával 1902-ben Frankfurtba költözött. Kilencéves korában kezdett zenével foglalkozni, Anna Hegnernél hegedülni tanult. 1909-től a frankfurti dr. Hoch-féle konzervatórium növendéke volt, ahol hegedűt Adolf Rebner, zeneszerzést Arnold Mendelssohn és Bernhard Sekles irányításával tanult. A hegedű mellett több más hangszeren is kiválóan játszott: brácsán, zongorán és klarinéton. 1915-ben – még nem volt húszéves – a frankfurti opera hangversenymestere lett, miközben rendszeresen kamarazenélt. 1917-től 1919-ig katonai szolgálatot teljesített, ahol az ezred zenekarában és egy katonai vonósnégyesben játszott. 1922 és 1929 között az Amar-vonósnégyes brácsása volt. Az együttessel bejárta Európát. Közben természetesen a zeneszerzéssel is foglalkozott, saját műveit vezényelte, és már korai műveivel is figyelmet keltett. Első művei közül kiemelkedik az 1917-ben írt Három dal szopránra és nagyzenekarra című, op. 9-es műve. Korai műveiben gyakran sokkoló zenei formákat alkalmazott, és sokkolóak voltak témái is: a gyilkosság és a szexualitás volt (Gyilkos, 1919; Sancta Susanna, 1921), de hatással volt zenéjére a dzsessz és az éjszakai bárok zenéje is.
1922-ben bemutatkozott a salzburgi IGNM fesztiválon, majd a következő évben egyik szervezője lett a donaueschingeni kortárs zenei fesztiválnak, ahol több
avantgárd zeneszerző (például Anton Webern, Arnold Schönberg) alkotásai mellett saját művei is elhangzottak (Kvartett, Fiatal lány, Kamarazene No. 1). Utóbbi művének némi parodisztikus hatást kölcsönöz az, hogy a hangszerek között egy szirénát is szerepeltetett, ennek ellenére felismerhető, hogy visszanyúlt a barokkhoz, például Johann Sebastian Bach Brandenburgi versenyeihez. 1923-ban – az Amar-vonósnégyes sikerei miatt – feladta állását az operában. Zeneszerzőként folyamatosan szakított a meghökkentő zenei hatásokkal, és egy energiával teli, objektív stílust teremtett magának. E szellemben született például 1926-ban Cardillac című operája (témája ennek is gyilkosság).
1924-ben megnősült, felesége Gertrud von Rottenberg (1900–1967), a frankfurti opera karmesterének lánya lett. 1927-ben a berlini zeneművészeti főiskola (Hochschule für Musik) tanára lett. Komponistaként egyre több olyan műve született, amiket kifejezetten amatőrök számára írt, hogy művei közvetlenségét és egyszerű kifejezésmódját hangsúlyozza. Ilyen például a Lehrstück (Tandarab), amely 1929-ben született Bertolt Brecht szövegeire.
1930-ban Kairó-ba utazott tanulmányútra, később Kemál Atatürk felkérésére Ankarában a török zeneoktatás megszervezésében működött közre. Az 1930-as évek elejére Hindemith zeneszerzőként általános tekintélyre tett szert, de a nácik hatalomra jutása után egyre több nehézsége támadt, zenei megjelenései erősen ritkultak. 1934-ben még sikerrel mutatták be Wilhelm Furtwängler vezényletével fő műve, a Mathis, a festő című opera nyomán keletkezett, azonos című szimfóniáját. A szimfónia három tétele Matthias Grünewald isenheimi oltárának három tábláját jelképezi. Furtwängler cikket is írt Hindemith egyre nehezedő helyzetéről, amire maga Goebbels válaszolt egy beszédében, és Hindemith zenéjét elfajzottnak nevezte. Művei 1936-ban hivatalosan is tiltólistára kerültek Németországban.
1937-ben előbb Svájcba, majd 1940-ben az Egyesült Államokba emigrált. A Yale Egyetemen tanított, és 1946-ban, feleségével együtt megkapta az amerikai állampolgárságot. Több megrendelést teljesített, amelyek közül kiemelendő a Szimfonikus metamorfózisok Carl Maria von Weber témáira című zenekari mű 1943-ból. 1953-ban visszatért Európába, Svájcban telepedett le. 1957-ig a zürichi egyetemen tanított, megírta, illetve 1957-ben befejezte utolsó évei legjelentősebb művét, A világ harmóniája című operáját, amelynek főhőse Johannes Kepler. Gyakorlatilag a haláláig aktív karmester volt, és sokat utazott. Egészsége azonban folyamatosan hanyatlott, 1963 novemberében rosszul lett, Frankfurtban kórházba szállították. Ott halt meg heveny hasnyálmirigy-gyulladásban.

## Művei
Hindemith tudományos munkáinak megőrzésével és kiértékelésével a Hindemith-Institut foglalkozik Frankfurt am Mainban.

### Zeneművek
- 1917: Drei Gesänge für Sopran und Orchester, op. 9.
- 1921: Im Kampf mit dem Berge (filmzene).
- 1921–1922: Suite 1922: Marsch (5Hutchinsons5, Luft-Akt), Shimmy, Nachtstück, Boston, Ragtime.
- 1921–1926: Zeneműveinek ősbemutatói:
  - Vonósnégyes, op. 22,
  - Kammermusik Nr. 1, op. 24a,
  - Die junge Magd, op. 23 Nr. 2 (Georg Trakl-dalok),
  - Mörder, Hoffnung der Frauen, op. 12 (opera Oskar Kokoschka szövegére),
  - Das Nusch-Nuschi, op. 20, burmai marionettfigurákra, a Donaueschinger Kammermusik-Tage keretében.
- 1922: Der Dämon, op. 28 (balett). Ősbemutató: 1923. december 1., Darmstadt.
- 1923: Klaviermusik mit Orchester, op. 29 für die linke Hand (2002-ben találták meg Paul Wittgenstein hagyatékában. Ősbemutató: 2004).
- 1925 körül: Ouvertüre zum 'Fliegenden Hollaender', wie sie eine schlechte Kurkapelle morgens um 7 am Brunnen vom Blatt spielt.
- 1926: Cardillac opera (ősbemutató).
- 1926: Werke für mechanisches Klavier Welte-Mignon (ősbemutató).
- 1926: Konzertmusik für Blasorchester, op. 41, ősbemutató: 1926, Donaueschingen.
- 1930: I. brácsaverseny (op.48)
- 1930-as években: számos dal, kórusmű és a-cappella mű. Ezek némelyike a nyers tonalitás és szövegválasztás folytán feltűnést keltett, így például a Schundromane lesen. Továbbá: Des kleinen Elektromusikers Lieblinge három trautóniumra (korai elektromos hangszer).
- 1931: Das Unaufhörliche oratóriumok ősbemutatója Gottfried Benn – Concertino für Trautonium und Streichorchester című művével együtt (ősbemutató: München, a 2. Tagung für Rundfunkmusik keretében).
- 1932: Drei leichte Stücke für Violoncello und Klavier.
- 1934: Mathis, a festő, szimfónia. Ösbemutató Wilhelm Furtwängler vezényletével, Berlinben.
- 1935: II. brácsaverseny („Der Schwanendreher”)
- 1935: Langsames Stück mit Rondo trautóniumra. A frankfurti Hindemith-intézetben, a szerző által vágott lemezen maradt fenn.
- 1936: Drei Sonaten für Klavier.
- 1936–1955: Egy-egy szonáta minden szokásos zenekari hangszerre és zongorára. Legtöbbjük 1936 és 1942 között keletkezett.
- 1937–1940: Drei Sonaten für Orgel (Három orgonaszonáta).
- 1938: Mathis, a festő, opera. Ősbemutató Zürichben.
- 1938: Nobilissima visione, balett. Ősbemutató Londonban. Hamarosan követi ezt ennek háromtételes koncertszvitté való átirata.
- 1939: Sonate für Trompete und Klavier (Trombita-zongora szonáta).
- 1940: Esz-dúr szimfónia.
- 1942: Fugensammlung 'Ludus Tonalis', zongorára írt fúgagyűjtemény.
- 1943: Symphonic Metamorphosis of Themes by Carl Maria von Weber, zenekari mű.
- 1946: Als Flieder mir jüngst im Garten blüht – Ein Requiem denen, die wir lieben (angolul: When Lilacs Last in the Dooryard Bloom’d – A Requiem for Those We Love) Walt Whitman szövegére írott oratórium ősbemutatója.
- 1947: Apparebit repentina dies für gemischten Chor und Blechbläser.
- 1951: Symphony in B-flat for Concert Band (Moderately fast, with vigor – Andantino grazioso – Fugue, rather broad).
- 1957: Die Harmonie der Welt, opera.

### Könyvek
- Unterweisung im Tonsatz.
  - I. Theoretischer Teil. Schott, Mainz 1937.
  - II. Übungsbuch für den zweistimmigen Satz. Schott, Mainz 1939.
  - III. Übungsbuch für den dreistimmigen Satz. Schott, Mainz 1970.
- Aufgaben für Harmonieschüler (Traditional Harmony). Schott, Mainz 1949, ISBN 9783795716028.
- A Composer’s World. ( Komponist in seiner Welt első formájában)
- Komponist in seiner Welt: Weiten und Grenzen. Atlantis Musikbuch, Zürich 1994, ISBN 3-254-00191-5.
- Mathis der Maler: Oper in sieben Bildern. Apollo-Verlag, Mainz 1945.
- Paul Hindemith: Zeugnis in Bildern. Schott, Mainz 1961
- Der Komponist als Zeichner (The Composer AS Graphic Artist). Atlantis-Musikbuchverlag, Zürich 1995.
- Sterbende Gewässer. Lambert Schneider, Gerlingen 1963.

## Képek

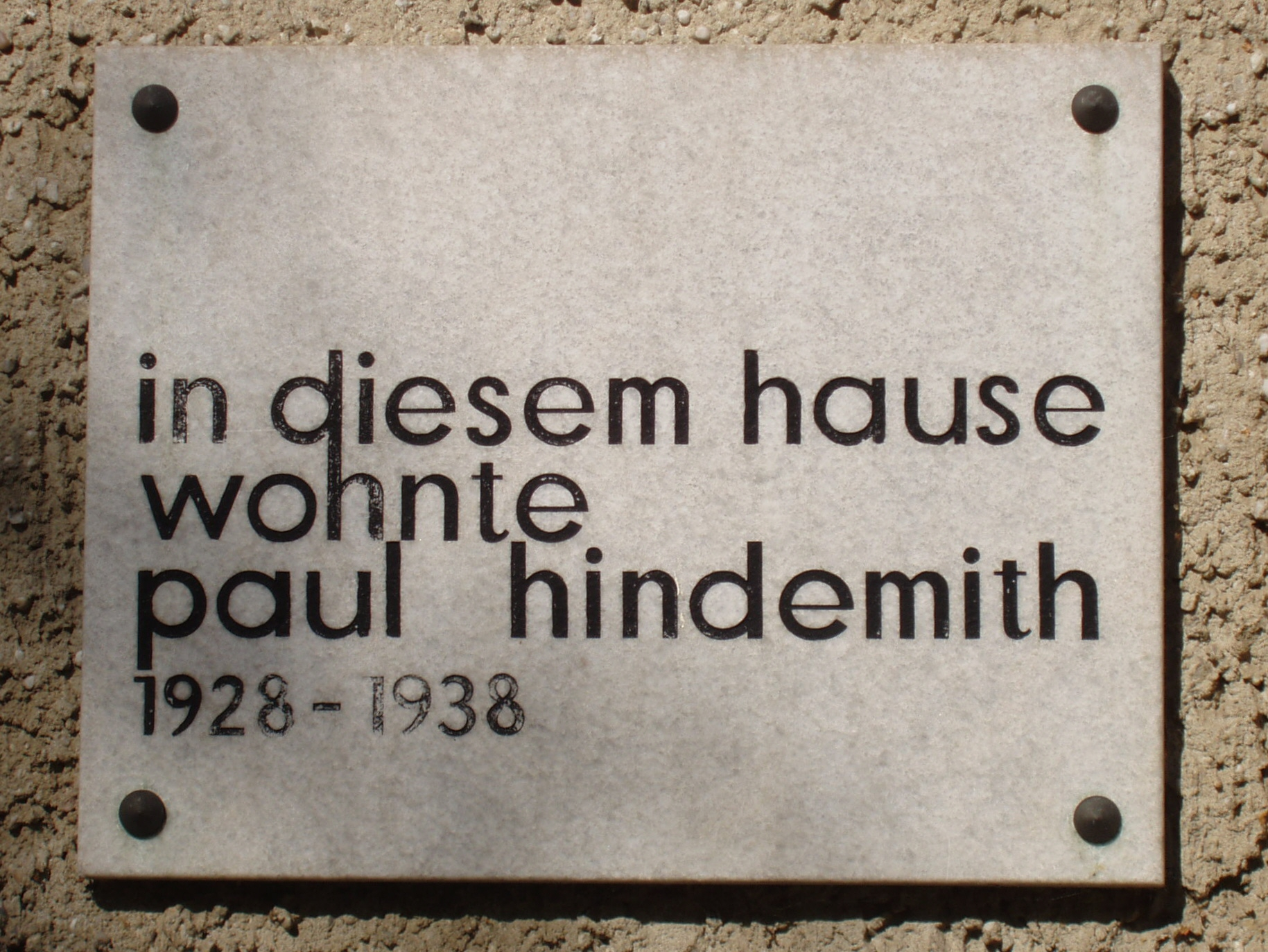
Emléktáblája Berlinben (Brixplatz)
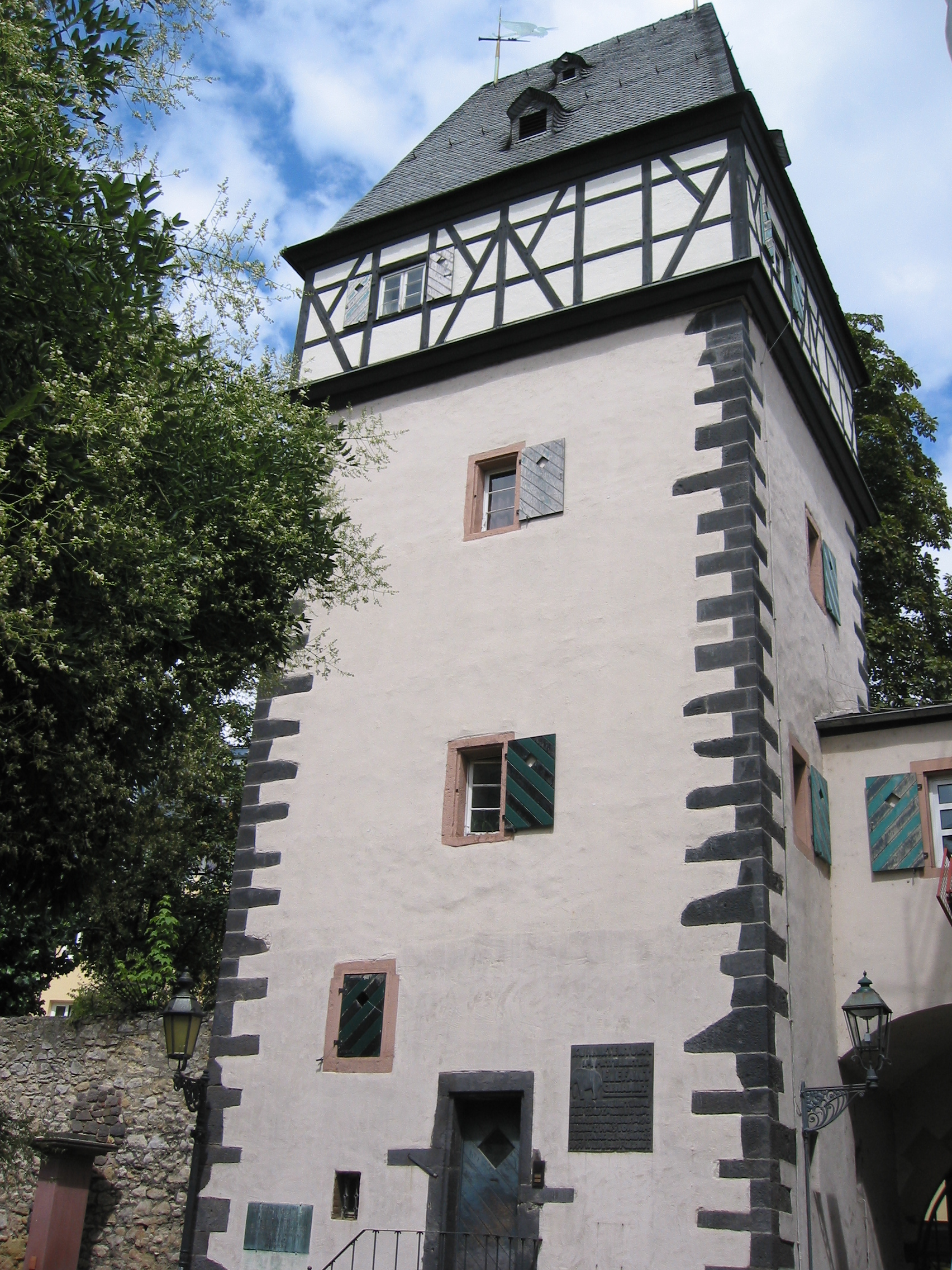
Ebben a toronyban élt és dolgozott Frankfurt am Mainban 1923 és 1927 között
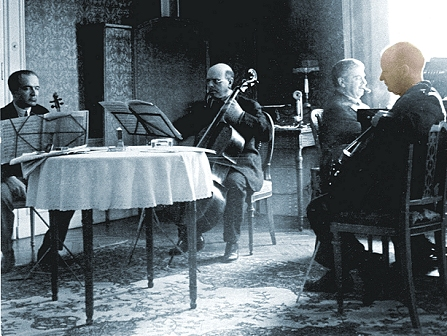
Paul Hindemith (jobbra) Bécsben, 1933-ban, mélyhegedűvel. Partnerei: Bronislaw Huberman (hegedű), Pablo Casals (gordonka), Artur Schnabel (zongora).
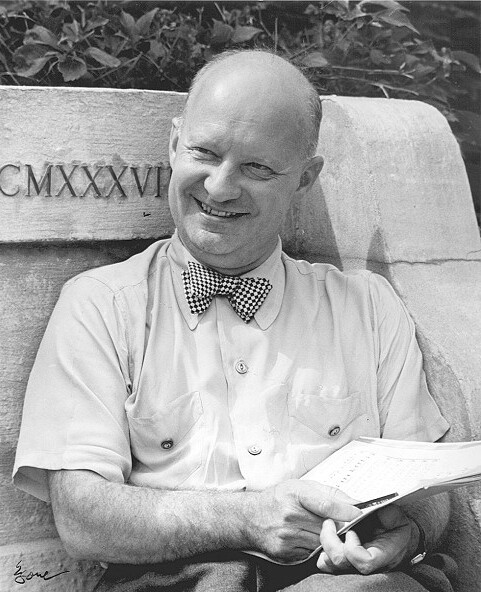
Paul Hindemith 1945-ben, amikor az Amerikai Egyesült Államokban oktatott.

## Fordítás
- Ez a szócikk részben vagy egészben  a   Paul Hindemith című német Wikipédia-szócikk ezen változatának fordításán alapul.  Az eredeti cikk szerkesztőit annak laptörténete sorolja fel. Ez a jelzés csupán a megfogalmazás eredetét és a szerzői jogokat jelzi, nem szolgál a cikkben szereplő információk forrásmegjelöléseként.